# Brettenbach (Elz)
Der Brettenbach ist ein fast 25 Kilometer langer Bach im baden-württembergischen Landkreis Emmendingen, der anfangs und überwiegend im Mittlerer Schwarzwald ungefähr südsüdwestwärts, dann an dessen Rand und in der angrenzenden Freiburger Bucht nordwestwärts bis zur Mündung im Stadtgebiet von Emmendingen verläuft.

## Name
Im mittelhochdeutschen wurde der Bach lediglich Bretten genannt. Bei dem Namen handelt es sich entweder um eine n-Ableitung zu germanisch *breda für 'Brett' im Sinne von 'Bach mit Schaltbrettern' oder es liegt hier ein vorgermanischer Flussname *Bredana vor.

## Geographie

### Verlauf
Der Brettenbach entspringt in der Schwarzwaldgemeinde Freiamt nahe von deren Zinken Bildstein auf fast 700 m ü. NHN. Zuallererst fließt er südwestlich, dreht bei Bildstein auf Nordwestlauf und erreicht beim Ortsteil Brettental seinen nördlichsten Punkt, nach dem er südwestlich nach dem Ortsteil Niedertal fließt, danach auf Südkurs Sägplatz erreicht und dann auf dem Weg nach Südosten den Weiler Reichenbach der Gemeinde. Bis zu ihrem Weiler Keppenbach fließt er wieder südlich und berührt dann zunächst auf Südwestkurs das größtenteils links der Laufes liegende Gebiet der Nachbargemeinde Sexau. Diesem gegenüber liegt, zunächst im Westen, schon Stadtgebiet von Emmendingen.
Nach dem Dorf Sexau kehrt der Bach sich beim Weiler Lörch der Gemeinde in spitzem Winkel nach Nordwesten. Auf seinem letzten Laufviertel zieht er nun am rechten Rand des weiten Taltrichters der Elz entlang, der zur Freiburger Bucht zählt, einem Teil des Oberrheingrabens, in Richtung der Kreisstadt Emmendingen und mündet in dieser von rechts und auf etwa 199 m ü. NHN in die Elz.
Der Brettenbach trennt in Emmendingen den Mühlbach oder Wuhrkanal in einem ihm von links zulaufenden südöstlichen und einen aus ihm ausfließenden westnordwestlichen Teil.

### Zuflüsse
Direkte Zuflüsse des Brettenbachs von der Quelle zur Mündung. Auswahl, teils mit Längen und Einzugsgebieten..
- Meierhölzlegraben, von rechts und Nordosten nach Freiamt-Bildstein, 0,7 km
- Hockebächle, von rechts und Ostnordosten bei Freiamt-Graben bei Brettental, 1,0 km
- Waldshutbach, von rechts und Nordosten bei Freiamt-Brettental, 3,4 km und 3,2 km²
- Schelmenlochbach, von links und Südosten zwischen Brettental und Freiamt-Niedertal, 2,1 km und 1,3 km²
- Schweizerlochbach, von rechts und Nordwesten bei Freiamt-Sägplatz, 1,8 km und 2,8 km²
- Busengrabenbach, von links und Nordosten bei Freiamt-Vorhof, 1,9 km und 1,2 km²
- Reichenbach, von rechts und Nordosten bei Freiamt-Reichenbach, 3,7 km und 5,3 km²
- Litzelwälderbächle, von links und insgesamt etwa Ostsüdosten, 3,5 km und 6,0 km²
- Dettenbach, von links und Ostsüdosten bei Sexau-Seilerhöfe, 1,6 km
- Tennenbächle, von rechts und Nordnordwesten vor Emmendingen-Hintere Zeismatte, 4,6 km und 16,0 km²
- Giesindobel, von links und Nordosten vor Sexau-Staudenhöfe, 0,4 km
- Eberbächle, von links und Nordosten bei Sexau-Am Schloßberg, 2,3 km und 2,3 km²
- Mühlebächle, von links und Nordosten bei Sexau-Mühlebächle, 1,9 km
- Reichenbächle, von links und Nordosten in Sexau, 3,5 km mit dem rechten Oberlauf aus dem Langental und 3,7 km²
- Erlengraben, von links und Ostsüdosten in Sexau, 1,1 km und 0,9 km²
- Moosgraben, von links und Südosten in Sexau-Lörch, 1,5 km
Dort kehrt sich der Bach am Rand des Elz-Taltrichters nach Nordwesten
- Krumbach, von rechts und Nordosten vor Emmendingen, 1,6 km und 1,6 km²
- Frohnbächle, von rechts und Nordnordosten in Emmendingen, 1,6 km und 1,0 km²
- × (Kreuzung mit dem Mühlbach), von links und nach rechts in Emmendingen. Der zulaufende Ast des Mühlbachs aus dem Südosten ist 4,1 km lang und spendet dem Brettenbach ein 4,1 km² großes Teileinzugsgebiet, er geht vor Emmendingen-Altbach rechts von der Elz ab. Der abzweigende untere Teil läuft der Elz etwa 8,1 km rechtsseits nahe parallel nach Westnordwesten, nimmt einige Zuflüsse vom Schwarzwaldrand auf und mündet dann bei Riegel am Kaiserstuhl in die Elz.